# گروه آنورا
گروه آنورا (فنلاندی: Anora Group) شرکت نوشیدنی فنلاندی است، که در سال ۲۰۲۱ تأسیس شد.